# Cinéma gujarati

Affiche du premier film parlant en gujarati, Narsinh Mehta, sorti en 1932.

Le cinéma gujarati ou cinéma goudjarati, parfois surnommé Gollywood ou Dhollywood, désigne l'industrie du cinéma indien, basée à Bombay, dans l'État du Maharashtra, dans l'ouest de l'Inde, dont les films sont réalisés en gujarati.
Après avoir été florissante dans les années 1960 à 1980, l'industrie a connu un déclin. Elle a été relancée ces dernières années. La production de Gollywood tourne autour de 60 films par an et plus d'un millier de films ont été produits depuis sa création.
En 2005, le gouvernement du Gujarat a annoncé une exonération d'impôt pour les films en gujarati.

## Étymologie
Comme « Bollywood », le terme « Gollywood » est un mot créé en combinant les noms Gujarat et Hollywood. Le terme « Dhollywood » est également utilisé en raison de l'utilisation abondante du dohol dans les films.

## Historique

### Cinéma muet (1913-1931)
Plusieurs films muets dont les thèmes sont étroitement liés avec les habitants du Gujarat et leur culture ont été tournés avant l'avènement du cinéma parlant. Beaucoup de réalisateurs, producteurs et acteurs de films associés à ses films muets étaient gujaratis et parsis. Entre 1913 et 1931, il existait 20 studios et sociétés de production appartenant à des gujaratis ; la plupart situés à Bombay. Cette période comptait au moins quarante-quatre grands réalisateurs.
Le film muet Bilwamangal réalisé en 1919 par la parsi-gujarati Rustomji Dotiwala est tiré de l'histoire de l'écrivain gujarati Champshi Udeshi. Ce long métrage a été produit par Elphinstone Bioscope Company à Calcutta, si bien que le film est considéré comme bengali.
En 1919, Suchet Singh crée l'Oriental Film Manufacturing Company de Bombay avec l'aide d'Hajimahamad Allarakha (en), éditeur du magazine gujarati populaire Visami Sadi. Le film muet Narsinh Mehta produit en 1920 par Oriental utilise la chanson gujarati Vaishnava Jana To chantée par le public et par des musiciens dans la salle de cinéma pendant la projection du film.

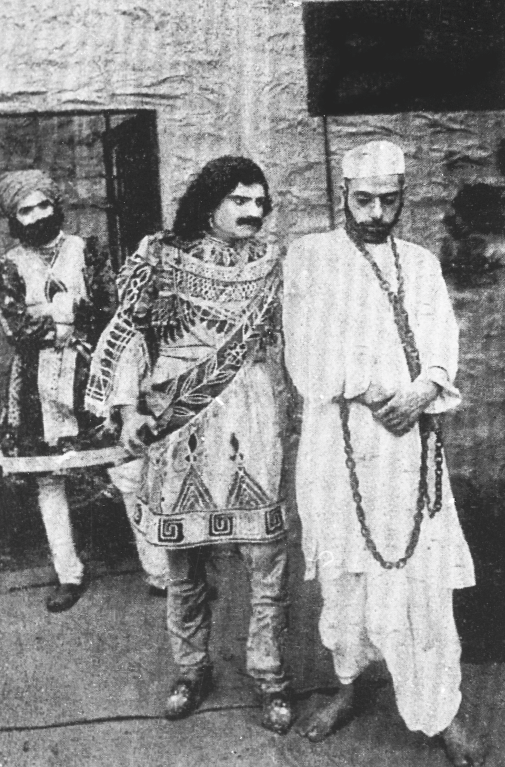
Image du film politique ', interdit en Inde par les autorités britanniques.

Dwarkadas Sampat, après avoir acheté un projecteur et produit des spectacles à Rajkot, crée Patankar Friends & Company avec Shree Nath Patankar. Ils produisent leur premier film Raja Siriyal en 1918, qui n'a jamais été diffusé à cause d'un enregistrement défectueux. En 1920, la compagnie réalise Kacha Devayani qui, par le biais de l'utilisation de la danse Garba fait entrer la culture gujarati au cinéma.
Dwarkadas fonde également Kohinoor Film Company (en) qui produit son premier film gujarati Sati Parvati en 1920 réalisé par Vishnupant Divekar et avec Prabha, une actrice de Rajkot, dans le rôle principal de Parvati. En 1921, la compagnie produit le film politique Bhakta Vidur (en), réalisé par Kanjibhai Rathod (en), et interprété notamment par Dwarkadas Sampat dans le rôle de Vidura, imitant Gandhi lors du mouvement pour l'indépendance de l'Inde. La chanson du film en gujarati, Rudo Maro Rentiyo, Rentiyama Nikli Taare, Taare Taare Thay Bharatno Uddhar, fait référence au « Rentio », utilisé comme symbole par le Congrès national indien. Il s'agit du premier film interdit en Inde par les autorités britanniques,,. Le film est ressorti sous le titre Dharm Vijay l'année suivante.
Kohinoor Film Company de Dwarkadas Sampat a produit un grand nombre de films muets, principalement des films sur la société à une époque dominée par les films mythologiques. Katora Bhar Khoon, sorti en 1920, est son premier film de société. Il a ensuite produit Manorama en 1924 réalisé par Homi Master et basée sur Hridaya Triputi, un poème autobiographique du poète gujarati Kalapi (en). La même année, est produit Gul-e-Bakavali écrit par Dave G. Mohanlal et réalisé par Kanjibhai Rathod. Le film est resté à l'affiche pendant quatorze semaines.
Krishna Film Company, créée en 1924 par Maneklal Patel, produit quarante-quatre films entre 1925 et 1931.
Sharda Film Company, créée en 1925, est financée par Mayashankar Bhatt et gérée par Bhogilal Dave et Nanubhai Desai. La société a produit une quarantaine de films entre 1925 et 1932. Mayashankar Bhatt a également financé l'Hindustan Cinema Film Company de Dadasaheb Phalke.
Pavagadh Nu Patan (La Chute de Pavagadh), réalisé par Nagendra Majumdar et produit par Indulal Yagnik (en), sort en 1928. Yagnik est un militant à la tête du Mouvement Mahagujarat (en) réclamant l'indépendance du Gujarat. Il a produit dix films.

### Cinéma parlant (1932-1947)

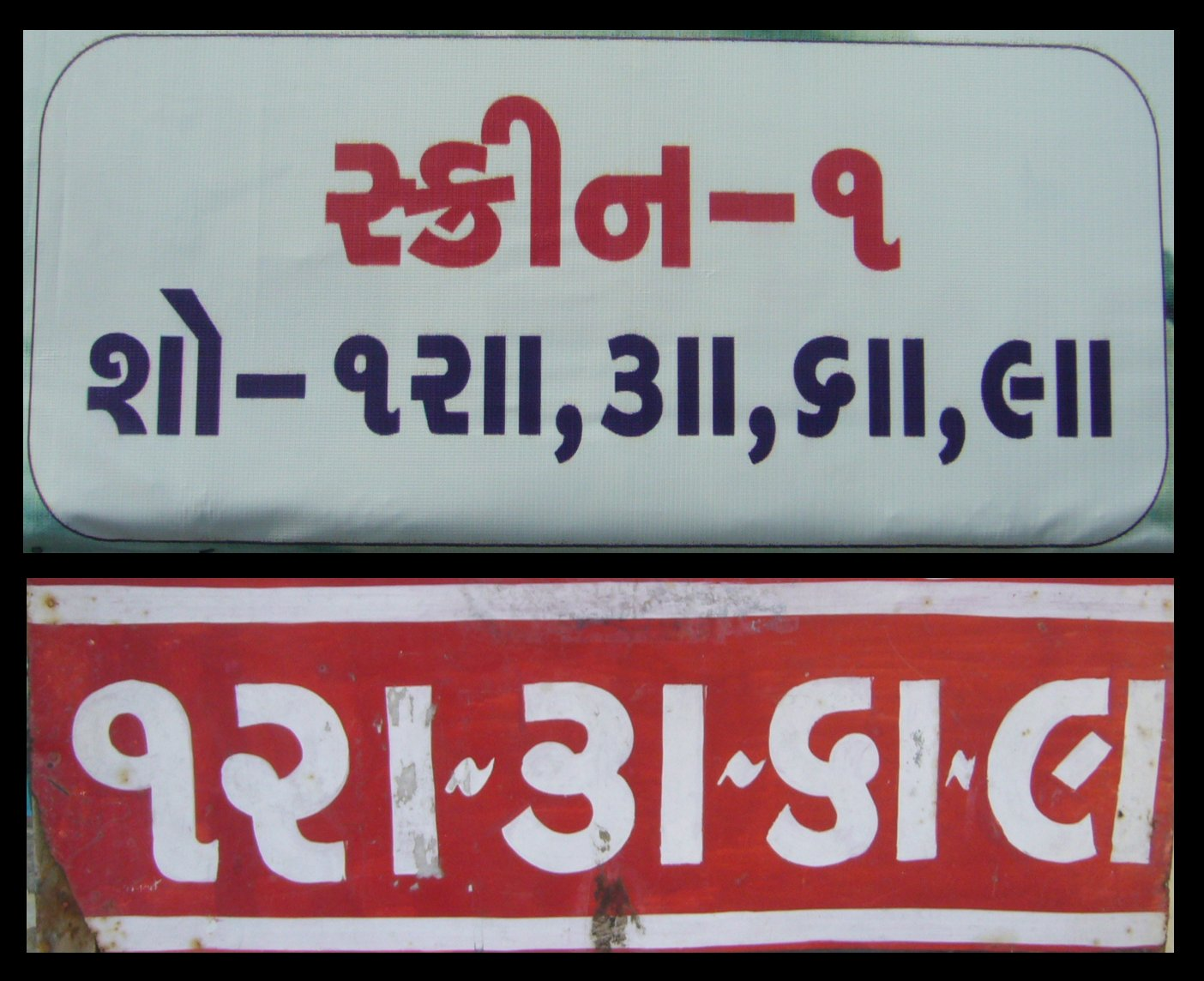
Horaires de cinéma à Navsari au Gujarat, écrits en gujarati.

Avant le premier film sonorisé indien Alam Ara d'Ardeshir Irani sorti en 1931, le court métrage gujarati sonorisé Chav Chavno Murabbo sort en février 1931 à Bombay. La chanson du film Mane Mankad Karde est ainsi le premier son dans un film indien. Les paroles et les dialogues sont écrits par Natwar Shyam et le film produit par Maneklal Patel. Le titre Chav Chavno Murabbo n'a pas de signification particulière, mais est composé d'apophtegmes. En 1932, sort le court métrage hindi Mumbai ni Shethani au Wellington Cinema de Mumbay. Le film, produit par le Théâtre de Calcutta et tiré d'une histoire écrite par Champshi Udeshi, met en vedette Mohan, Miss Sharifa et Surajram et comprend une chanson en gujarati Fashion ni Fishiari, Juo, Mumbai ni Shethani.
En 1932, la sortie de Narsinh Mehta (en) réalisé par Nanubhai Vakil (en) et produit par Sagar Movietone, marque le début du cinéma gujarati,. Il met en vedette Mohanlala, Marutirao, Master Manhar et Mehtab (en) et a pour sujet la vie du poète et saint vishnouiste Narasimha Maheta. Il est suivi par Sati Savitri tiré de l'histoire de Savitri et Satyavan. En 1935, Homi Master réalise la comédie Ghar Jamai avec Heera, Jamna, Baby Nurjehan, Amoo, Alimiya, Jamshedji et Ghulam Rasool, et qui raconte l'histoire d'un gendre et de ses frasques autour de la problématique de la liberté des femmes.
En 1927, Chandulal Shah (en) produit le film Gunasundari qui connait un tel succès que le réalisateur en fit un remake en 1934 puis le réalisateur Ratilal Punatar en 1948. Gunasundari raconte l'histoire d'une femme indienne pauvre qui est détestée par son mari pour ses prises de position morales, celle-ci à la fin du film s'assoit dans la rue où elle rencontre une personne qui est comme elle - une intouchable. Les trois versions du film divergent sur quelques points pour répondre aux exigences de l'époque.
Seuls 12 films gujaratis sont sortis entre 1932 et 1946, aucun n'est produit en 1933, 1937 et 1938. De 1941 à 1946, le rationnement des matières premières en raison de la Seconde Guerre mondiale bloque la production de films.

### Période post-indépendance (1946-1970)
Après l'indépendance de l'Inde en 1947, la production de films gujaratis a connu une forte augmentation. Vingt-six films ont été produits pour la seule année 1948. Entre 1946 et 1952, soixante quatorze films ont été produits, dont 27 racontent l'histoire d'un saint ou de dacoïts. Ces films s'adressent principalement à un public rural familier de ces sujets. De nombreux films ont également pour thème la mythologie ou un conte populaire,.

L'actrice Nirupa Roy en 1950.

Ranakdevi de Vishnukumar M. Vyas sort en 1946 avec Nirupa Roy qui fait ici ses débuts en tant qu'actrice,. Elle joue la même année dans le film Meerabai de Nanubhai Bhatt, remake d'un film en hindi et en 1948 dans le film Gunsundari  de Ratilal Punatar.
Le film Kariyavar sorti en 1948 et réalisé par Chaturbhuj Doshi (en), introduit l'actrice Dina Pathak (en) dans l'industrie cinématographique. Doshi réalise l'année suivante Vevishaal, une adaptation du roman de même nom de Jhaverchand Meghani (en),.
Les autres films gujaratis populaires de cette époque sont : Vadilona Vanke sorti en 1948 et réalisé par Ramchandra Thakur, Gada no Bel réalisé en 1950 par Ratibhai Punatar, et Leeludi Dharti réalisé en 1968 par Vallabh Choksi et tiré du roman du même nom de Chunilal Madia (en). Ce dernier est le premier film en couleurs du cinéma gujarati.
Entre 1951 et 1970, la production de films est en baisse, seuls 55 films ont été produits au cours de cette période. Malela Jeev, sorti en 1956, est réalisé par Manhar Raskapur. Il est tiré du roman de Pannalal Patel (en) et a été scénarisé par le romancier lui-même. Le réalisateur Raskapur et l'acteur et producteur Champshibhai Nagda produisent plusieurs films dont Jogidas Khuman (1948), Kahyagaro Kanth (1950), Kanyadan (1951), Mulu Manek (1955), Malela Jeev (1956), Kadu Makrani (1960), Mehndi Rang Lagyo (en) (1960), Jogidas Kuman (1962), Akhand Saubhagyavati (1963) et Kalapi (1966).
Akhand Saubhagyavati, sorti en 1963, est le premier film gujarati financé par Film Finance Corporation (actuel National Film Development Corporation of India (en)) et dans lequel le rôle principal est interprété par l'actrice Asha Parekh.
Kanku réalisé par Kantilal Rathod en 1969 est tiré d'une nouvelle de Pannalal Patel écrite à l'origine en 1936 et qu'il a ensuite réécrit en roman en 1970. Le film remporte le prix national du meilleur film gujarati et son actrice Pallavi Mehta un prix au Festival international du film de Chicago,.
L'acteur hindi Sanjeev Kumar joue dans les films Ramat Ramade Ram (1964), Kalapi (1966) et Jigar ane Ami (1970), adapté du roman de même nom de Chunilal Vardhman Shah. À cette époque de nombreux films sont des adaptations d'œuvres littéraires du gujaratis comme Vidhata (1956), Chundadi Chokha (1961), Ghar Devdi (1961), Nandanvan (1961), Gharni Shobha (1963), Panetar (1965), Mare Jaavu Pelé Paar (1968), Bahuroopi (1969) et Sansar Leela (1969).

### Montée et déclin (1970-2000)

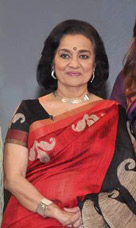
L'actrice Asha Parekh.

À la suite du Mouvement Mahagujarat (en), l’État de Bombay est divisé en deux selon une frontière linguistique entre le Gujarat de langue gujarati et le Maharashtra de langue marathi le 1er mai 1960. Cela a eu un grand impact sur l'industrie du film gujarati de Bombay, le centre de production étant situé dans l'état du Maharashtra. L'absence de grands studios de production cinématographique dans le Gujarat a pour conséquence le déclin dans la qualité et la quantité des films produits.
Dans les années 1970, le gouvernement du Gujarat (en) annonce des subventions et une exonération fiscale pour la production cinématographique gujarati qui a bénéficié aux producteurs. L'exonération fiscale est complétée par le versement de 300 000 roupies aux producteurs qui terminent un film. Cette politique entraîne un afflux de personnes intéressées par ces avantages mais qui n'ont aucune connaissance technique et artistique. Ainsi, la qualité des films a considérablement diminué. Après 1973, un grand nombre de productions est axé sur les divinités et les dacoïts. En 1980, l'exonération d'impôt est réduite à 70%, mais les 30% restants sont toujours offerts aux producteurs au travers d'aides ou par d'autres moyens.
Plusieurs films de cette époque sont des adaptations de romans ou nouvelles comme Janamteep de Feroze A. Sarkar sorti en 1973 et adapté du roman du même nom de Ishwar Petlikar (en), Kashi no Dikro de Kanti Madia adapté de la nouvelle Dariyav Dil de Vinodini Neelkanth sorti en 1979.
Certains réalisateurs enchaînent les films comme Babubhai Mistry (en) qui dirige une douzaine de films entre 1969 et 1984 ; Dinesh Raval réalise plusieurs films dont Mena Gurjari en 1975, Amar Devidas en 1981 et Sant Rohidas en 1982 ; l'acteur-réalisateur Krishan Kant réalise une douzaine de films dont Kulvadhu en 1977, Gharsansar en 1978 et Jog Sanjog en 1980 ; Mehul Kumar réalise plusieurs succès dont Janam Janam na Sathi en 1977, Ma Vina Suno Sansar en 1982, Dholamaru en 1983 et Meru Malan en 1985. Ravindra Dave dirige plus de vingt-cinq films à succès, dont Jesal Toral réalisé en 1971 et qui est un des plus grands succès du cinéma gujarati.
Sonbai ni Chundadi réalisé en 1976 par Girish Manukant est le premier film gujarati en CinemaScope.
De 1973 à 1987, Arun Bhatt a produit plusieurs films dont Pooja na Phool qui lui a valu le prix du meilleur film par le gouvernement du Gujarat et a également été diffusé sur Doordarshan dans la case des films régionaux primés.
Bhavni Bhavai (en) est réalisé par Ketan Mehta, diplômé du Film and Television Institute of India, en 1980 et produit par NFDC (en), Sanchar Film Cooperative Society et une banque d'Ahmedabad. Le film est un succès critique. Mehta remporte le prestigieux Prix national pour le meilleur long métrage sur l'intégration nationale (en) tandis que Meera Lakhia gagne le National Film Award pour Meilleure direction artistique (en) lors du 28e National Film Awards. Le film a également été sélectionné lors du festival du Museum of Modern Art et a reçu le prix UNESCO des droits de l'homme au Festival des trois continents,.

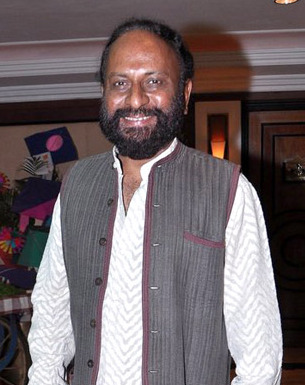
Ketan Mehta, le réalisateur du film '.

En 1998, Govindbhai Patel (en) réalise le film Desh Re Joya Dada Pardesh Joya qui remporte un grand succès commercial et rapporte plus de 10 ₹,,.
Quelque 368 longs métrages et 3562 courts métrages en gujarati ont été produits jusqu'en 1981.
Les acteurs populaires de l'époque sont Arvind Trivedi (en), Naresh Kanodia (en), Mahesh Kanodia (en), Rajendra Kumar (en), Asrani (en), Kiran Kumar (en) et Hiten Kumar (en) ou encore Ramesh Mehta (en) pour ses rôles comiques. de nombreuses actrices ont égak$lement du succès comme Mallika Sarabhai, Rita Bhaduri (en), Aruna Irani, Jayshree T. (en), Bindu, Asha Parekh et Snehlata. Avinash Vyas (en) est l'un des principaux compositeurs de musique de films gujarati. Il a composé la musique de 188 films gujaratis et 61 films en hindis. Son fils Gaurang Vyas est aussi compositeur de musique et a composé la musique de Bhavni Bhavai. De même Mahesh-Naresh compose la musique de plusieurs films dont Tanariri. Un autre compositeur notable de cette époque est Ajit Merchant (en).
Le Gujarat Film Development Corporation (GFDC) créé pour promouvoir la production cinématographique du Gujarat a fermé en 1998. La qualité des films a diminué en raison de la volonté des producteurs de se concentrer sur le rétablissement de leurs finances et les bénéfices et en raison également d'un manque d'adaptation à l'évolution à la fois technologique et démographique. Les films à petit budget s'adressent principalement à un auditoire rural alors que le public urbain s’intéresse plus à la télévision et aux films de Bollywood de meilleure qualité et dans la langue hindi qu'ils comprennent.

### Renaissance (2001-)
Moins de vingt films par an sont produits jusqu'en 2001. En 2005, le gouvernement du Gujarat a annoncé une exonération d'impôt et une subvention de ₹ 5 lakh (cinq cent mille roupies) pour les films en gujarati,,. Cela a eu pour effet une augmentation du nombre de productions cinématographiques après 2005 non seulement en raison de l'exonération fiscale mais aussi car la demande de ces films dans les régions rurales au nord du Gujarat se fait plus importante et en particulier dans le district de Banaskantha. Le nombre de films produits par an dépasse les soixante en 2009 et 2010 et est de 72 en 2012, un record dans l'histoire du cinéma gujarati.
En 2001, sort Maiyar Ma Manadu Nathi Lagtu réalisé par Jashwant Gangani (en), qui met en vedette Hiten Kumar et est un succès commercial. La suite du film sort en 2008. Vikram Thakore (en) a joué dans plusieurs films dont Ek Var Piyu Ne Malva Aavje (en) en 2006, Radha Tara Vina Gamtu Nathi en 2007, Vaagi Kalje Katari Tara Premni en 2010, Zukshe Nahi ne Premi Zukya Nathi en 2011 et Rasiya Tari Radha Rokani Rannma en 2014. Ses films, qui s'adressent à un public rural, ont rapporté 3 crores (30 millions de roupies) et ont fait de lui une superstar du cinéma gujarati. Hiten Kumar, Hitu Kanodia, Mamta Soni, Roma Manek, Chandon Rathod et Mona Thiba sont populaires auprès du public rural. Les autres films notables sont Mota Gharni Vahu réalisé par Rajendra Patel et Dukhda Haro Ma Dashama réalisé par Utpal Modi en 2008. Le premier film gujarati au format super 16 mm est Better Half sorti en 2008 et réalisé par Ashish Kakkad. Le film est un échec commercial mais attire l'attention des critiques et du public urbain. C'est également le premier à sortir en multiplexe.
Le film Little Zizou (en), en hindi, gujarati et anglais, écrit et réalisé par Sooni Taraporevala en 2008 et mettant en vedette l'acteur Boman Irani, a remporté le « Silver Award Lotus » ou « Rajat Kamal » dans la catégorie « meilleur film sur le bien-être de la famille » lors des 56e National Film Awards.

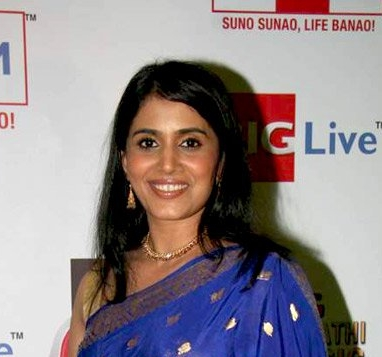
, l'actrice principale du film à succès The Good Road.

En août 2011, l'industrie du film gujarati dépasse la production de mille films. En 2012, le film historique Veer Hamirji – Somnath ni Sakhate (en) est présélectionné pour représenter l'Inde aux Oscars. La même année, le film Kevi Rite Jaish (en) et en 2014 le film Bey Yaar (en), tous deux dirigés par Abhishek Jain (en), sont un succès critique et commercial auprès du public urbain. Les films sont restés respectivement 16 et 50 semaines à l'affiche et ont été distribués dans le monde entier,,.
The Good Road réalisé en 2013 par Gyan Correa a remporté le prix du « Meilleur long métrage en gujarati » au 60e National Film Awards et est devenu le premier film gujarati sélectionné pour représenter l'Inde aux Oscars du cinéma 2014 dans la catégorie meilleur film en langue étrangère,. Le film a remporté le prix du jury du meilleur long métrage au Festival du film indien de Houston en octobre 2013.
Le succès de ces films a attiré de nouveaux acteurs, réalisateurs et producteurs vers l'industrie du film gujarati qui était alors ralentie depuis de nombreuses années,,.
Les médias numériques et les médias sociaux ont permis à l'industrie cinématographique d'élargir sa portée. Il y a alors une augmentation des productions cinématographiques destinées au public urbain, avec notamment les films Mohanna Monkiz, Chaar (2011), Bhale Padharya (2012), Saptapadii (en) (2013) produit par ABCorp, Happy Family Pvt Ltd (2013), Meghdhanushya — The Colour of Life (en) (2013) sur la communauté LGBT,  Aapne To Dhirubhai (2014), Whiskey Is Risky (2014), Aa Te Kevi Dunniya (en) (2015), Canvas (2015), Jo Baka (2015), Premji: Rise of a Warrior (en) (2015), Bas Ek Chance (en) (2015), Hu Tu Tu Tu (2016) et Romance Complicated (en) (2016), Polampol (2016), Fillam (2016) et Vitamin She (en).
En 2015, les films Gujjubhai the Great (en) et Chhello Divas (en) sont des succès commerciaux.
En août 2013, la subvention de ₹ 5 lakh votée par le gouvernement du Gujaraten 2005, est arrêtée. En 2015, une trentaine de films ont été réalisés, tandis qu'entre 2006 et 2014 une soixantaine de films étaient produits chaque année. Trois ans plus tard, en février 2016, une nouvelle politique d'incitation est annoncée. Elle est axée sur la qualité des films. Les films sont classés en quatre catégories, de A à D, en fonction d'aspects techniques, de la qualité de la production, des composants du films et du succès commercial. Les producteurs bénéficient d'une aide de ₹ 50 lakh pour la catégorie A, ₹ 25 lakh pour la catégorie B, ₹ 10 lakh pour la catégorie C et enfin ₹ 5 lakh pour les films de la catégorie D. Le film reçoit également des aides supplémentaires en fonction du succès lors de festivals et de cérémonies de prix. Les multiplexes sont également incités à mettre à l'affiche au moins 49 films gujaratis par an,,.

## Thèmes
Les films gujarati traitent de sujet centré sur les relations familiales, les aspirations humaines et la culture indienne. Dans les premières années, les films sont basés sur des récits mythologiques et sur le folklore. Certains racontent la vie de saints du Gujarat comme Narasimha Maheta et Gangasati (en). Ils visent un public rural et familier de ces sujets.
Plusieurs films sont adaptés de romans gujarati tels que Kashi no Dikro.
Au début des années 2000, les films ciblent principalement un public rural à la recherche de récits locaux dans un style linguistique local.
Après 2005 et avec la renaissance du cinéma gujarati, des sujets plus urbains et modernes ont été introduits.

## Archives
Environ mille trente films en gujarati ont été réalisés entre 1932 et 2011, mais très peu sont archivés. À la Cinémathèque nationale de l'Inde (en), seulement une vingtaine de films sont archivés, dont deux films de parsis-gujarati, Pestoni (1987) réalisé par Vijaya Mehta et Percy (1989) réalisé par Pervez Merwanji. Les films muets ou les parlant réalisés entre 1930 et 1940 ont été perdus.